# Głamsławki
Głamsławki (deutsch Glamslack) war ein Ort in der polnischen Woiwodschaft Ermland-Masuren. Seine Ortsstelle gehört zum Bereich der Gmina Bartoszyce (Landgemeinde Bartenstein) im Powiat Bartoszycki (Kreis Bartenstein (Ostpr.)).
Die Ortsstelle von Głamsławki liegt in der nördlichen Mitte der Woiwodschaft Ermland-Masuren, sieben Kilometer südöstlich der früheren und heute auf russischem Hoheitsgebiet gelegenen Kreisstadt Preußisch Eylau (russisch Bagrationowsk) bzw. zwölf Kilometer nordwestlich der heutigen Kreismetropole Bartoszyce (deutsch Bartenstein).
Der kleine und damals Glamselauken genannte Ort wurde vor 1437 gegründet. Als Vorwerk und Försterei hieß der Ort nach 1437 Glamslacken, vor 1785 Glumslack und erst nach 1785 Glamslack. Bis 1945 war er ein Wohnplatz in der Gemeinde Legden (polnisch Lejdy) im ostpreußischen Kreis Preußisch Eylau. Überörtllich bekannt wurde Glamslack durch die Ausgrabung eines vorzeitlichen Gräberfeldes.
Als das gesamte südliche Ostpreußen 1945 in Kriegsfolge an Polen fiel, erhielt Glamslack die polnische Namensform „Głamsławki“. Doch wurde der Ort nicht mehr besiedelt und in den Nachkriegsjahren sowie später offiziell nicht mehr erwähnt. Er gilt heute als verwaist und untergegangen. Seine Ortsstelle liegt innerhalb der Landgemeinde Bartoszyce (Bartenstein) im Powiat Bartoszycki (Kreis Bartenstein (Ostpr.)).
Kirchlich war Glamslack bis 1945 sowohl evangelischer- als auch römisch-katholischerseits in die Kreisstadt Preußisch Eylau (russisch Bagrationowsk) eingepfarrt.
Zur kaum noch erkennbaren Ortsstelle von Głamsławki führt eine Landwegverbindung von Bezledy (Beisleiden) aus. Durch die Stelle verläuft die Trasse der nicht mehr befahrenen Bahnstrecke (Bagrationowsk–) Głomno–Białystok.